# 21e corps d'armée de montagne (Allemagne)
Pour les articles homonymes, voir 21e corps d'armée.
Le 21e corps d'armée de montagne (en allemand : XXI. Gebirgs-Armeekorps) était un corps d'armée de l'armée de terre allemande: la Heer au sein de la Wehrmacht pendant la Seconde Guerre mondiale.

## Hiérarchie des unités
| Nom          | Nbre d'hommes       | Unités subalternes                | Grade de commandement                 |
| ------------ | ------------------- | --------------------------------- | ------------------------------------- |
| Heeresgruppe | + 300 000           | 2 à + Armeen (Armées)             | Generaloberst ou Generalfeldmarschall |
| Armee        | + 100 000 - 300 000 | 2 à + Armeekorps (Corps d'armées) | General ou Generaloberst              |
| Armeekorps   | + 30 000 - 80 000   | 2 à + Divisionen (Division)       | Generalleutnant ou General            |
| Division     | + 10 000 – 20 000   | 2 à 6 Brigaden (Brigade)          | Generalmajor ou Generalleutnant       |
| Brigade      | + 3 000 – 5 000     | jusqu'à 3 Regimentern (Régiment)  | Oberst ou Generalmajor                |

## Historique
Le XXI. Gebirgs-Armeekorps est formé le 12 août 1943 dans les Balkans.

## Organisation

### Commandants successifs
| Date                              | Grade                     | Commandant           |
| --------------------------------- | ------------------------- | -------------------- |
| 25 août 1943 - 10 octobre 1943    | General der Artillerie    | Paul Bader           |
| 10 octobre 1943 - 20 juillet 1944 | General der Panzertruppen | Gustav Fehn          |
| 20 juillet 1944 - 11 octobre 1944 | General der Infanterie    | Ernst von Leyser     |
| 11 octobre 1944 - 25 octobre 1944 | Generalleutnant           | Albrecht Baier       |
| 25 octobre 1944 - 29 avril 1945   | General der Infanterie    | Ernst von Leyser     |
| 29 avril 1945 - 8 mai 1945        | General der Infanterie    | Hartwig von Ludwiger |

### Chef des Generalstabes
| Date                       | Grade       | Commandant        |
| -------------------------- | ----------- | ----------------- |
| 15 août 1943 - 5 mars 1944 | Oberst i.G. | Eberhard Kaulbach |
| 5 mars 1944 - Mai 1945     | Oberst      | Franz von Klocke  |

### 1. Generalstabsoffizier (Ia)
| Date                            | Grade      | Commandant     |
| ------------------------------- | ---------- | -------------- |
| 15 août 1943 - 15 décembre 1944 | Major i.G. | Hans Rasch     |
| 15 décembre 1944 - Mai 1945     | Major i.G. | Klaus Schubert |

## Théâtres d'opérations
- Balkans : août 1943 - Mai 1945

## Ordre de batailles

### Rattachement d'Armées
| Date      | Armée          | Groupe d'Armées |
| --------- | -------------- | --------------- |
| 1943      |                |                 |
| Septembre | 2. Panzerarmee | Heeresgruppe F  |
| 1944      |                |                 |
| Janvier   | 2. Panzerarmee | Heeresgruppe F  |
| Septembre | Heeresgruppe E | Heeresgruppe F  |
| 1945      |                |                 |
| Janvier   | Heeresgruppe E | Heeresgruppe F  |
| Avril     | Heeresgruppe E | OB Südost       |

### Unités affectées à ce corps
- Arko 421
- Korps-Nachrichten-Abteilung 421
- Korps-Nachschubtruppen 421
- Korps-Kartenstelle (mot.) 421
- Feldgendarmerie-Trupp a (mot.) 421

### Unités subordonnées
26 décembre 1943
- 297. Infanterie-Division
- 100. Jäger-Division

16 septembre 1944
- 21. SS-Waffen-Gebirgs-Division
- 181. Infanterie-Division
- 297. Infanterie-Division

1er mars 1945
- 7. SS-Gebirgs-Division
- 369. Infanterie-Division
- 181. Infanterie-Division
- Festungs-Brigade 969
- Festungs-Brigade 964
- Festungs-Brigade 966
- Festungs-Brigade 1017

## Sources
- (de) XXI. Gebirgs-Armeekorps sur lexikon-der-wehrmacht.de